# R-404 (Rusland)
De R-404 is een regionale weg in Rusland. De weg is de enige federale weg die een verbinding vormt tussen de oblast Tjoemen en het autonome district Chanto-Mansië. 